# روث غروبر
روث غروبر (بالإنجليزية: Ruth Gruber)‏ هي صحفية أمريكية، ولدت في 30 سبتمبر 1911 في بروكلين في الولايات المتحدة، وتوفيت في 17 نوفمبر 2016 في مانهاتن في الولايات المتحدة.

## وصلات خارجية
- روث غروبر على موقع IMDb (الإنجليزية)
- روث غروبر على موقع قاعدة بيانات الفيلم (الإنجليزية)